# Марецане ди Сопра (Верона)
Марецане ди Сопра је насеље у Италији у округу Верона, региону Венето.
Према процени из 2011. у насељу је живело 108 становника. Насеље се налази на надморској висини од 27 м.